# Rudolf Yelin der Jüngere
Rudolf Yelin (der Jüngere) (* 6. März 1902 in Stuttgart; † 26. November 1991 ebenda) war deutscher Glasmaler, der in seinem Werk insbesondere dem ebenfalls als Glasmaler tätigen gleichnamigen Vater (Rudolf Yelin der Ältere) folgte. Er wirkte zudem als Hochschullehrer und Mitglied des Denkmalrats Nord- und Südwürttemberg.

## Leben
Rudolf Yelin, Sohn von Rudolf Yelin dem Älteren und dessen Ehefrau (eine geborene Degen), besuchte ein Gymnasium und wie sein älterer Bruder Ernst Yelin (1900–1991) zunächst die Kunstgewerbeschule in Stuttgart. Danach war er zwei Jahre bei der Stuttgarter Glasmalerei Saile tätig und machte eine Glasmalerlehre, bevor er von 1923 bis 1928 die Stuttgarter Kunstakademie besuchte, wo Arnold Waldschmidt, Christian Landenberger und Heinrich Altherr seine Lehrer waren. Wie sein Vater widmete er sich als Kunstmaler insbesondere der Wand- und Glasmalerei, außerdem schuf er auch Graphiken und großformatige Wandmosaiken. Seit 1926 war Yelin als selbständiger Kirchenmaler vor allem in Süddeutschland tätig; so beteiligte er sich im selben Jahr mit seinem Bruder Ernst an der Wiederherstellung der Nikolauskapelle in Calw. 1928 schuf er ein Fenster für die Stadtkirche in Backnang, und ab 1929 zahlreiche Fenster für Kirchen in Auenstein, Iptingen, Trossingen, Schrozberg, Heilbronn, Lustnau, Emmingen, Nürtingen und der Christuskirche in Rheinfelden sowie Wandgemälde für Kirchen in Liebenzell, Ebhausen, Schwenningen und anderen Orten. Außerdem schuf er bis zum Beginn des Zweiten Weltkriegs Glasfenster und Wandschmuck für profane Bauten wie den Versammlungssaal der Landeskreditanstalt in Stuttgart, die Stuttgarter Hauptpost, die Handwerkskammer in Reutlingen sowie den Reichsadler am Stadttor von Marbach am Neckar. 1935 heiratete er Lisl Schätz.
„Während des Krieges“ war er, wie er in einer am 21. September 1946 in der Stuttgarter Zeitung erschienenen Selbstbiographie bekannte, „fünf Jahre unfreiwilliger (Polizei-Diener) des Staates“. Im Jahre 1944 war er als „Kriegsmaler der Polizei“, was die Verbindung zur SS erklärt, in der Ausstellung Deutsche Künstler und die SS sowohl in Breslau als auch in Salzburg mit vier Arbeiten vertreten. Yelins Exponate trugen die Titel „Kameraden“, „Hafen am Atlantik“, „Polizeiwacht am Mittelmeer“ sowie „Ritterkreuzträger Oberst der Schutzpolizei Griese“, wobei es sich bei dem Porträtierten um den unter anderem an der „Razzia von Marseille“ und Judendeportation 1943 beteiligten SS-Standartenführer und Oberst der Polizei Bernhard Griese (1897–1964) handelte.
In den langen Jahren seines Wirkens als Professor und Leiter der Abteilung für Glasmalerei und Mosaik an der Staatlichen Akademie der Bildenden Künste Stuttgart (1946–1967) – von 1957 bis 1960 war er deren Rektor, anschließend Prorektor – hat Yelin in einer liberalen Weise sowohl Studierende der freien Kunst als auch der Kunsterziehung ausgebildet. Zu seinen bekannteren Schülern zählen u. a. Moritz Baumgartl, Ulrich Bernhardt, Hans Brög, Carl Camu, Luitgard Chountras-Mueller, Gertraud Ellinger-Binder, Heidi Förster, Rudolf Haegele, Wolfgang Kermer, Wolf-Dieter Kohler, Gerd Neisser, Irmela Röck, Hans Gottfried von Stockhausen. Aus Anlass seines 75. Geburtstags ernannte ihn 1977 die Akademie zum Ehrenmitglied. Zum 80. Geburtstag zeigte die Akademie 1982 einen breitgespannten Überblick über Yelins Schaffen. Rudolf Yelin war zudem Mitglied des Denkmalrats Nord- und Südwürttemberg und des Lions-Club Stuttgart. Er lebte in Stuttgart-Botnang und hatte drei Kinder (Renate, Angelika und Gottfried).

## Werke (Auswahl)
Nach dem Zweiten Weltkrieg ging sein Schaffen unvermindert weiter, wobei er sich zunächst überwiegend darum bemühte, seine vom Krieg zerstörten Werke wieder herrichten zu lassen oder neu zu entwerfen. Aber auch neue Chorfenster oder Wandteppiche entstanden wie beispielsweise:
- 1951: Chorfenster der Kapelle im Friedhof bei der St.-Blasius-Kirche in Plochingen
- 1953/1954: Mittelteil des dreigliedrigen Chorfensters der Stuttgarter Stiftskirche (die seitlichen Fenster von Wolf-Dieter Kohler und Adolf Saile)
- 1954: Chorfenster und Wandteppiche der evangelischen Wallmerkirche Untertürkheim
- 1954: Deckenbild (Darstellung der Dreifaltigkeit) im Chorraum der Laurentiuskirche Schönaich
- 1957: Wandbild in der Auferstehungskirche Reutlingen
- 1958: Chorfenster der evangelischen Stadtkirche Calw
- 1958: Chorfenster in der evangelischen Kirche in Ehningen
- 1958: Wandbild „Jüngstes Gericht“ in der Erlöserkirche in Stuttgart
- 1963: Wandbild in der evangelischen Kirche Spaichingen
- 1964: Wandbild in der evangelischen Kirche in Pflummern
- 1967: Umgestaltung des gesamten Innenraumes in der Martinskirche in Geislingen an der Steige
- 1969: Kirchenfenster der evangelischen Johanneskirche am Feuersee in Stuttgart-West
- 1974: Chorfenster der Martin-Luther-Kirche in Trossingen
- 1989: 5 Chor- und 1 Sakristeifenster in der evangelischen St.-Anna-Kirche in Beilstein[8]

Vielfach bediente er sich dabei der Werkstatt Valentin Saile, wo er seine ersten Ausbildungsjahre verbracht hatte.
Neben seiner Lehrtätigkeit an der Stuttgarter Kunstakademie, wo er bereits 1946 dem von Kultusminister  Theodor Heuss eingesetzten Planungsausschuss angehörte, entfaltete Yelin in zahlreichen Gremien und Ausschüssen vielfältige kulturpolitische Aktivitäten. Zudem war er langjähriges Mitglied des Stuttgarter Künstlerbundes und von 1962 bis 1965 sowie erneut von 1969 bis 1978 deren Vorsitzender.
Da sich das Schaffen Rudolf Yelins in starkem Umfang auf Kunst am Bau bezog, befinden sich kaum Werke in öffentlichen Sammlungen und Museen. Dem Verkauf freier Arbeiten stand er eher reserviert gegenüber. Als im Jahre 1997 überraschenderweise große Teile seines künstlerischen Nachlasses auf dem Stuttgarter Flohmarkt auftauchten, gelang es dem ehemaligen Akademierektor Wolfgang Kermer, den großformatigen Originalentwurf für das zentrale Chorfenster der Stuttgarter Stiftskirche sowie den Entwurf für ein Wandmosaik im Europasaal des Stuttgarter Höhenrestaurants „Schönblick“ für die Sammlung der Akademie sicherzustellen.

## Ehrungen
- 1987: Verdienstkreuz 1. Klasse der Bundesrepublik Deutschland